# Монте Сан Мартино
Мо̀нте Сан Мартѝно (на италиански: Monte San Martino, на местен диалект Monsammartì, Монсамарти) е село и община в Централна Италия, провинция Мачерата, регион Марке. Разположено е на 603 m надморска височина. Населението на общината е 769 души (към 2010 г.).